# 小西一家
三代目小西一家本部事務所設在靜岡縣靜岡市駿河區西島741-4；本處事務所位於静岡縣静岡市駿河區南安倍3-10-11 杉田大樓（大頭龍落合一家事務所），日本的指定暴力團之一・六代目山口組的2次團體。二代目全盛時期下部直系團體26個（初代約50團體）。

## 略史
前身為小西組（組長・小西豊勝），1950年、小西組解散；之後、小西豊勝的親弟、小西音松將"小西組"再興業，1954年、小西音松三代目山口組直系組長升任，此時的小西組成為三代目山口組全國擴張時期四大先鋒主力團體之一（柳川組、地道組、菅谷組、小西組）。
1965年年5月、小西豊勝被本多會組員刺殺身亡。小西音松繼承了小西組二代目，並將組織改名為「小西一家」。
2002年4月初代總長・小西音松病逝後、小西的名跡不在。組織大半與岸本組（組長・岸本才三）合流。
直到2005年夏，岸本組認定落合勇治繼承小西一家；在六代目山口組組長・司忍受盃昇格為山口組直参，2005年10月正式繼承「二代目小西一家」，小西的名跡才再度復活。
2018年7月5日  小西一家三代目由小牧利之繼承。

## 歴代總長
- 初代目（1954年～2002年）：小西音松（五代目山口組顧問）
- 二代目（2005年～2018年）：落合勇治（六代目山口組若中、四代目大頭龍落合一家總長）[2]
- 三代目（2018年～）：小牧利之（元總長代行）

## 最高幹部

### 初代目
- 總長・小西音松（三代目山口組若頭補佐）
- 總長代行・井上治幸
- 舍弟頭・地蔵吉一（地藏組組長）

### 二代目
- 總長・落合勇治（六代目山口組若中）
- 若頭・小濱秀治（二代目堀政連合會長；橫濱市）
- 舎弟頭・高山榮次（高山組組長；大阪市）
- 本部長・伊藤誠二（政心會會長；千葉縣）
- 若頭補佐・小坂高臣（小坂義仁會會長；北海道）
- 若頭補佐・甲斐虎志（虎志會會長；千葉縣）
- 若頭補佐・上城廣道（上城組組長）
- 舍弟頭補佐・鹿野崎雄（鹿野組組長）
- 本部長補佐・小牧利之（七代目宮川會會長）
- 本部長補佐・佐藤延尚（尚龍會會長）
- 總長秘書・笠原伸治（五代目大頭龍落合一家總長；靜岡縣）
- 幹部 - 田中享治

#### 舍弟
- 池田英之（池田會會長）
- 阿部守道（二代目關東會會長）
- 加藤昌志（政志会会長）

#### 若眾
- 有田 勝（三代目有田組組長）
- 池添春光（義春會會長）
- 笠間時宗（笠間連合（原二代目東京北辰會）會長）
- 佐藤 弾（佐藤總業組長）
- 〔姓氏不明〕（力導會會長）
- 松風雷藏（松風會會長）
- 大島直美（大島組組長）
- 伊藤英樹（誠昇會會長。伊藤誠二的親生子）
- 〔姓氏不明〕（勇道會會長）
- 宮本浩德（宮本組組長）
- 栗本 博（四代目岡西會會長）
- 〔姓氏不明〕（嶋田組組長）

### 三代目
- 總裁・落合勇治（服刑中）
- 最高顧問・小濱秀治（服刑中）
- 總長・小牧利之

## 下部組織

### 初代目小西一家
初代小西一家的直參約50組織。以下一覧（含消滅組織。）
小山内組・岡本組・大寅會・岩本組・池田組・有田組・小安會・昭連合・黑田會・栗本組・熊谷組・河田組・勝龍會・伸明會・正力會・征志會・新門笠間・松星會・島本組・芝組・佐藤組・佐藤会・斎藤組・高山組・東京北辰會・大頭龍落合一家・天理菅野組・長尾組・中東組・中津組・中内組・道伴組・堀政連合・島田組・北新會・初田組・畑組・長谷川組・橋本組・本村組・宮本組・宮川會・南組・山本組・山田會・山上組・岡西連合 

### 二代目小西一家
二代目小西一家的直參約26組織。以下一覧
二代目堀政連合・湯本組・政心會・小坂義仁會・虎志會・上城組・高山組・鹿野組・政志會・七代目宮川會・尚龍會・五代目大頭龍落合一家・池田會・二代目關東會・三代目有田組・義春會・笠間連合・佐藤総業・力導會・大島組・誠昇會・勇道會・宮本組・四代目岡西會・嶋田組・松風會

### 小西一家系統出身組織
英組、地蔵組、野崎組、雄成會、井上組、堀組
|  |  |                  |                  |                  |                  |                  |                  |  |  |                          |                          |                          |                          |                          |                          |  |  |                          |                          |                          |                          | 小西一家 小西音松        |                          |  |  |                     |                     |                     |                     |                     |                     |  |  |                     |                     |                     |                     |                     |                     |  |  |                      |                      |                      |                      |                      |                      |  |  |  |  |  |  |  |  |  |  |  |  |  |  |
|  |  |                  |                  |                  |                  |                  |                  |  |  |                          |                          |                          |                          |                          |                          |  |  |                          |                          |                          |                          |                          |                          |  |  |                     |                     |                     |                     |                     |                     |  |  |                     |                     |                     |                     |                     |                     |  |  |                      |                      |                      |                      |                      |                      |  |  |  |  |  |  |  |  |  |  |  |  |  |  |
|  |  |                  |                  |                  |                  |                  |                  |  |  |                          |                          |                          |                          |                          |                          |  |  |                          |                          |                          |                          |                          |                          |  |  |                     |                     |                     |                     |                     |                     |  |  |                     |                     |                     |                     |                     |                     |  |  |                      |                      |                      |                      |                      |                      |  |  |  |  |  |  |  |  |  |  |  |  |  |  |
|  |  | 若頭 英組 英五郎 | 若頭 英組 英五郎 | 若頭 英組 英五郎 | 若頭 英組 英五郎 | 若頭 英組 英五郎 | 若頭 英組 英五郎 |  |  | 総長代行 地藏組 地蔵吉一 | 総長代行 地藏組 地蔵吉一 | 総長代行 地藏組 地蔵吉一 | 総長代行 地藏組 地蔵吉一 | 総長代行 地藏組 地蔵吉一 | 総長代行 地藏組 地蔵吉一 |  |  | 總長代行 井上組 井上治幸 | 總長代行 井上組 井上治幸 | 總長代行 井上組 井上治幸 | 總長代行 井上組 井上治幸 | 總長代行 井上組 井上治幸 | 總長代行 井上組 井上治幸 |  |  | 舍弟頭 堀組 堀 義春 | 舍弟頭 堀組 堀 義春 | 舍弟頭 堀組 堀 義春 | 舍弟頭 堀組 堀 義春 | 舍弟頭 堀組 堀 義春 | 舍弟頭 堀組 堀 義春 |  |  | 不明 小田組 小田 丞 | 不明 小田組 小田 丞 | 不明 小田組 小田 丞 | 不明 小田組 小田 丞 | 不明 小田組 小田 丞 | 不明 小田組 小田 丞 |  |  | 不明 早野會 田井力造 | 不明 早野會 田井力造 | 不明 早野會 田井力造 | 不明 早野會 田井力造 | 不明 早野會 田井力造 | 不明 早野會 田井力造 |  |  |  |  |  |  |  |  |  |  |  |  |  |  |
|  |  | 若頭 英組 英五郎 | 若頭 英組 英五郎 | 若頭 英組 英五郎 | 若頭 英組 英五郎 | 若頭 英組 英五郎 | 若頭 英組 英五郎 |  |  | 総長代行 地藏組 地蔵吉一 | 総長代行 地藏組 地蔵吉一 | 総長代行 地藏組 地蔵吉一 | 総長代行 地藏組 地蔵吉一 | 総長代行 地藏組 地蔵吉一 | 総長代行 地藏組 地蔵吉一 |  |  | 總長代行 井上組 井上治幸 | 總長代行 井上組 井上治幸 | 總長代行 井上組 井上治幸 | 總長代行 井上組 井上治幸 | 總長代行 井上組 井上治幸 | 總長代行 井上組 井上治幸 |  |  | 舍弟頭 堀組 堀 義春 | 舍弟頭 堀組 堀 義春 | 舍弟頭 堀組 堀 義春 | 舍弟頭 堀組 堀 義春 | 舍弟頭 堀組 堀 義春 | 舍弟頭 堀組 堀 義春 |  |  | 不明 小田組 小田 丞 | 不明 小田組 小田 丞 | 不明 小田組 小田 丞 | 不明 小田組 小田 丞 | 不明 小田組 小田 丞 | 不明 小田組 小田 丞 |  |  | 不明 早野會 田井力造 | 不明 早野會 田井力造 | 不明 早野會 田井力造 | 不明 早野會 田井力造 | 不明 早野會 田井力造 | 不明 早野會 田井力造 |  |  |  |  |  |  |  |  |  |  |  |  |  |  |
|  |  |                  |                  |                  |                  |                  |                  |  |  | 若頭 雄成會 高橋久雄     | 若頭 雄成會 高橋久雄     | 若頭 雄成會 高橋久雄     | 若頭 雄成會 高橋久雄     | 若頭 雄成會 高橋久雄     | 若頭 雄成會 高橋久雄     |  |  | 副組長 野崎組 野崎 圓    | 副組長 野崎組 野崎 圓    | 副組長 野崎組 野崎 圓    | 副組長 野崎組 野崎 圓    | 副組長 野崎組 野崎 圓    | 副組長 野崎組 野崎 圓    |  |  |                     |                     |                     |                     |                     |                     |  |  |                     |                     |                     |                     |                     |                     |  |  |                      |                      |                      |                      |                      |                      |  |  |  |  |  |  |  |  |  |  |  |  |  |  |

## 資料來源
1. ↑  .   [2018-07-21]. （原始内容存档于2018-07-21）.
2. ↑  .   [2013-11-02]. （原始内容存档于2013-11-05）.